# Zhang Yu Long
Zhang Yu Long ist ein chinesischer Poolbillardspieler.

## Karriere
Im September 2010 gewann Zhang Yu Long die China Open. Zwei Monate später kam er bei den All Japan Open auf den 17. Platz. Bei den China Open 2011 schied Zhang im Sechzehntelfinale aus.